# Zoologisches Museum Sankt Petersburg

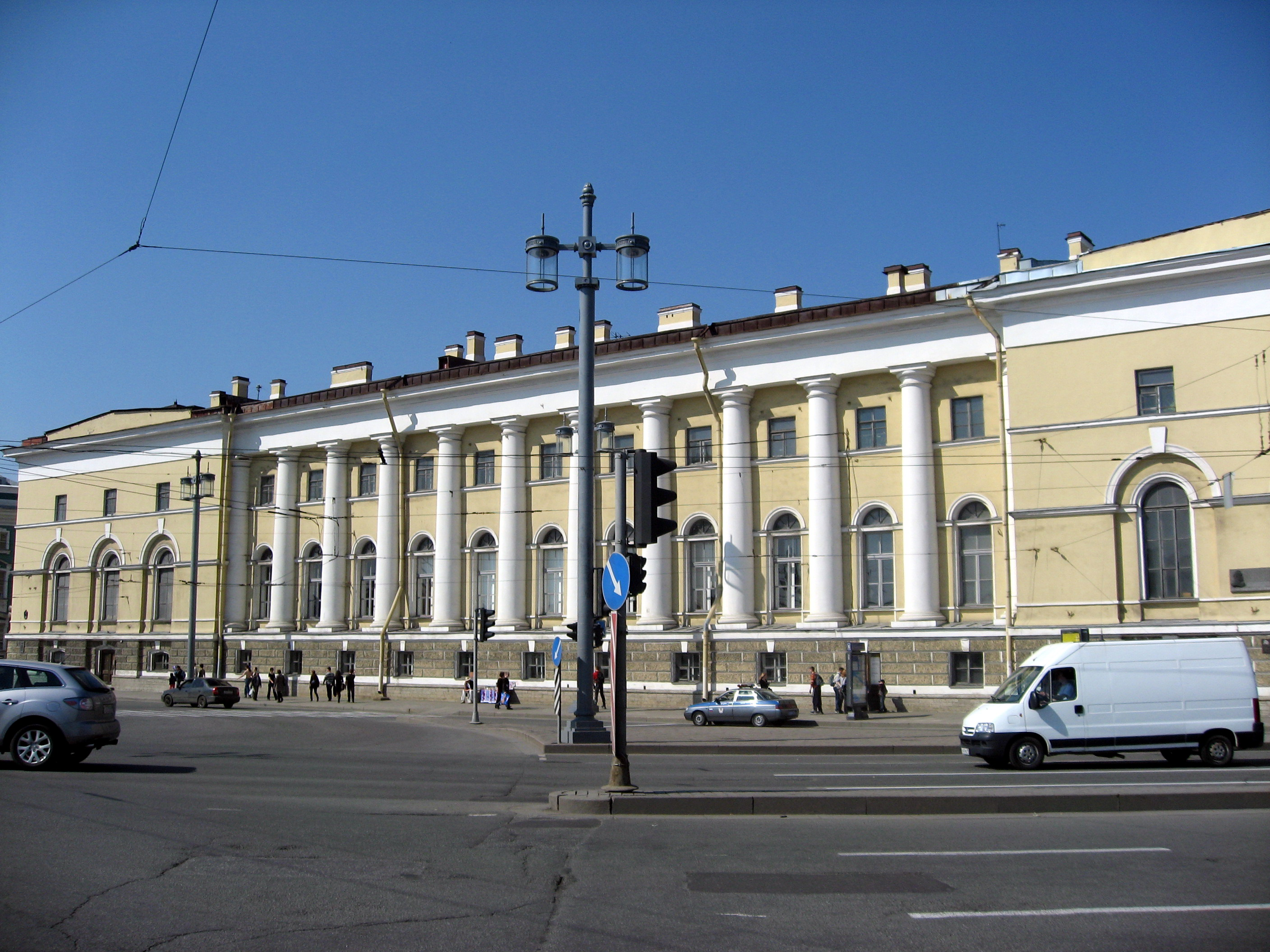
Das Zoologische Museum Sankt Petersburg

Das Zoologische Museum des zoologischen Instituts der Russischen Akademie der Wissenschaften (russisch Зоологический музей Зоологического института РАН) in Sankt Petersburg ist das älteste zoologische Museum Russlands und gehört mit 30.000 ausgestellten Exponaten zu den weltweit größten zoologischen Museen. Das Museums-Gebäude befindet sich auf der Universitetskaja nabereschnaja (Университетская набережная) an der Ostspitze (Strelka) der Wassiljewski-Insel und liegt direkt gegenüber der Schlossbrücke.

## Geschichte

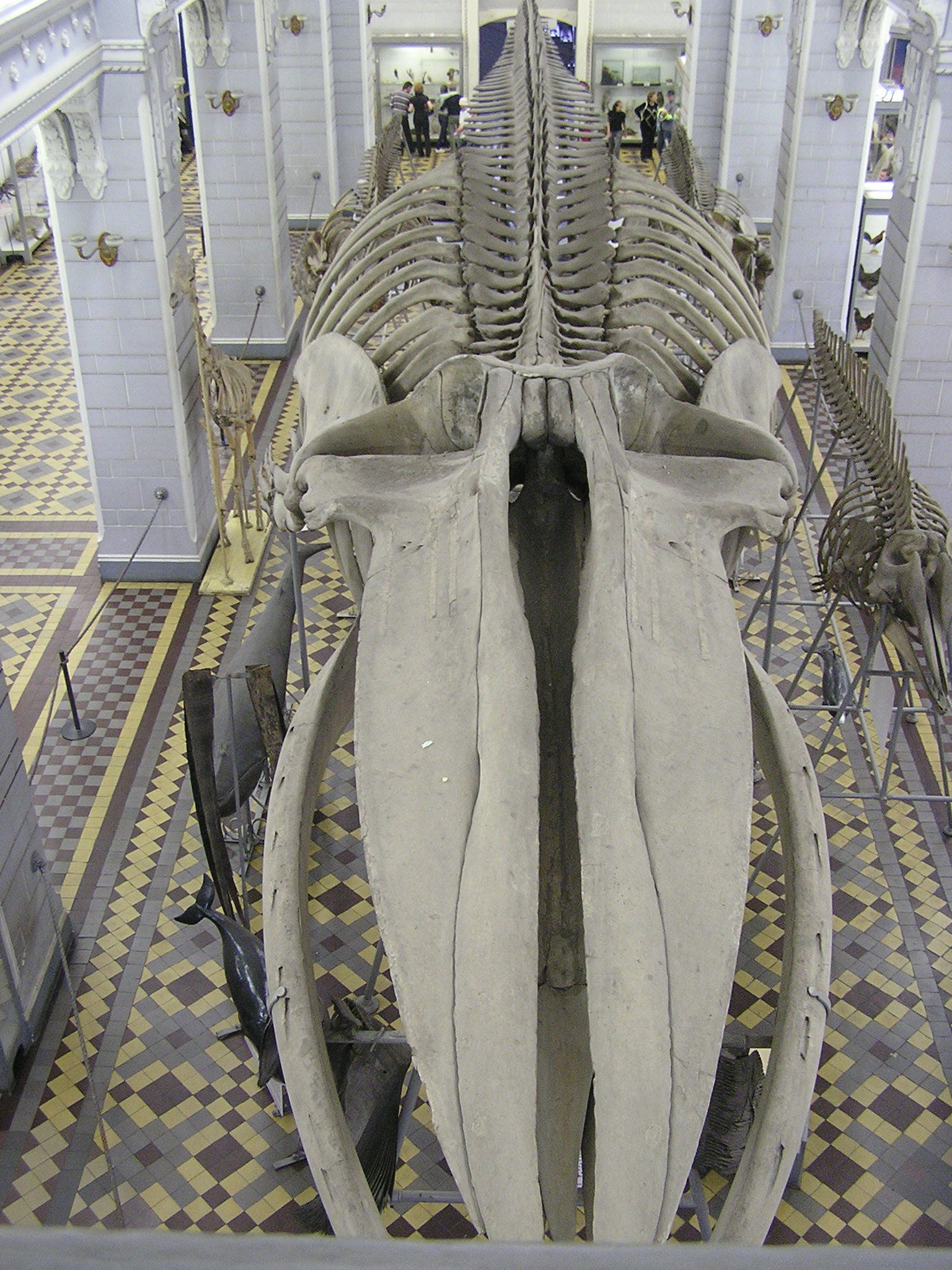
Blauwalskelett (Balaenoptera musculus) im ersten Saal des Museums

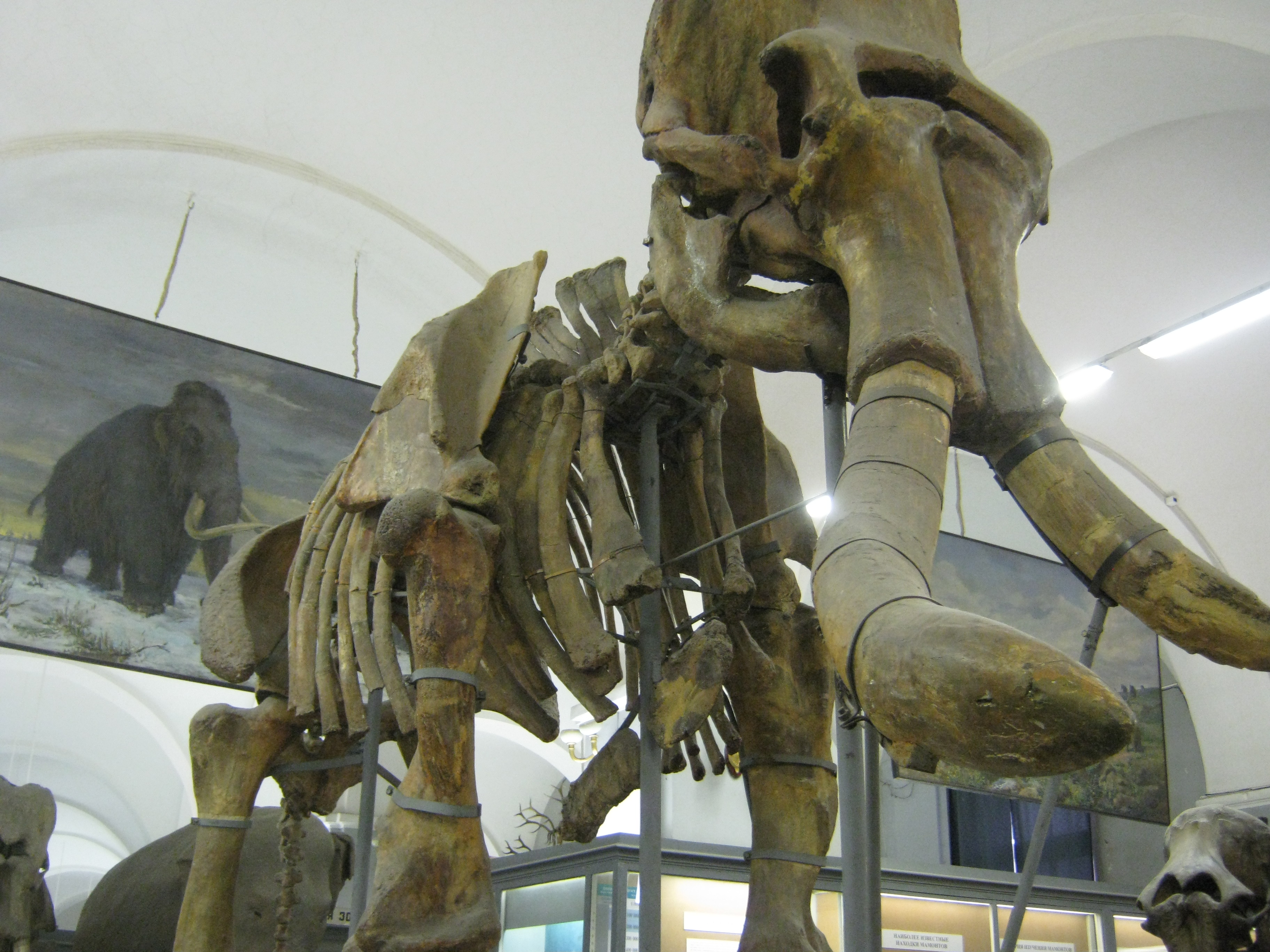
Skelett eines Urmammuts im dritten Saal

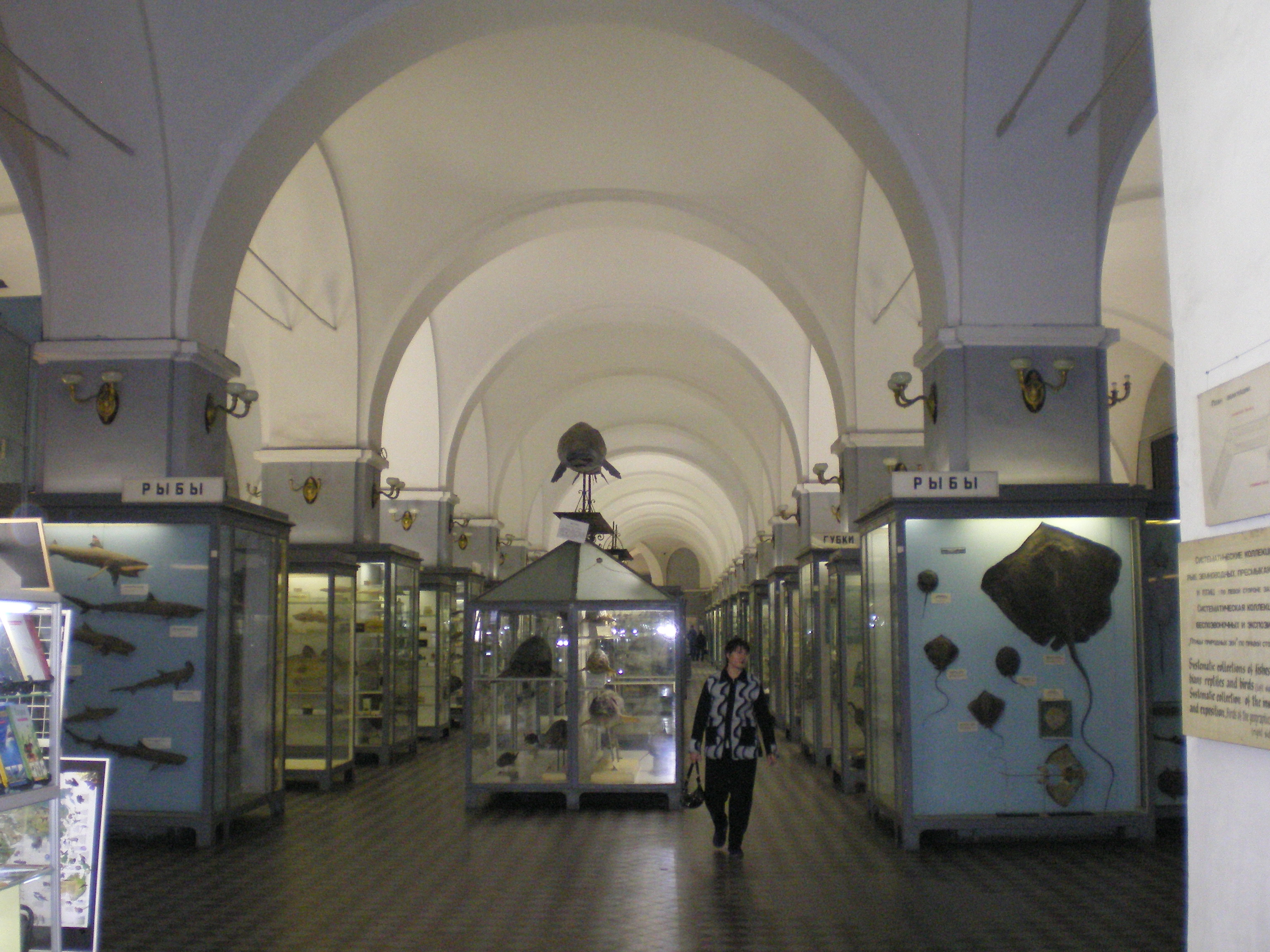
Fischsammlung im zweiten Saal

Im Jahr 1724 wurde durch Peter dem Großen mit der Kunstkammer das erste russische Museum gegründet. Die Kunstkammer beherbergte neben anthropologischen und völkerkundlichen Sammlungen auch zahlreiche zoologische Exponate. Ein Großteil dieser zoologischen Exponate wurden im Jahr 1747 durch einen Brand in der Kunstkammer zerstört oder stark beschädigt. Durch Ausgliederung der zoologischen Sammlungen entstand im Jahr 1832 das Zoologische Museum Sankt Petersburg im Museumsflügel des Gebäudes der Russischen Akademie der Wissenschaften. Erster Direktor wurde der deutsche Zoologe und Akademiemitglied Johann Friedrich von Brandt. Infolge zahlreicher russischer Expeditionen, wie zum Beispiel die Kaukasusexpedition Alexander von Nordmanns, die Expeditionen Karl Ernst von Baers nach Nowaja Semlja und Lappland, die neunjährige Expedition Ilja Wosnessenskis in den Fernen Osten, Alaska und Kalifornien sowie die Expeditionen Alexander Theodor von Middendorffs, Leopold von Schrencks und Alexei Sewerzows nach Sibirien vergrößerte sich die Sammlung des Museums im 19. Jahrhundert stark. Neben den Expeditionen erweiterte das Museum durch Zukauf von Exponaten sowie Schenkungen seine Sammlungen. Während die zoologische Sammlung bei der Gründung des Museums in drei Sälen untergebracht wurde, vergrößerte sich der Fundus des Museums bis 1882 auf 40.000 Exponate, die in 32 Sälen untergebracht wurden.
Im Zuge der Erforschung Zentralasiens in der zweiten Hälfte des 19. Jahrhunderts durch Forschungsreisende wie Nikolai Prschewalski, Wsewolod Roborowski, Michail Pewzow sowie der Brüder Michail und Grigori Grum-Grschimailo wurde der zoologische Bestand des Museums abermals stark erweitert. Dies machte eine Erweiterung des Ausstellungsplatzes nötig, so dass Anfang der 1890er Jahre der Umzug des Museums in das nahe gelegene ehemalige Warenhaus der Sankt Petersburger Börse beschlossen wurde. Am 6. Januarjul. / 19. Januar 1901greg. wurde die Schausammlung im Rahmen einer feierlichen Eröffnung erstmals wieder für Besucher zugänglich.
Nach der Oktoberrevolution und dem Russischen Bürgerkrieg begann das Zoologische Museum wieder mit der Organisation von Expeditionen, wie die hydrobiologische Expedition im Gouvernement Olonez durch Gleb Wereschtschangin, die Expedition der Wasserfauna des Fernen Ostens durch Andrei Martynow, die Expedition nach Tuwa und in die Mongolei durch Arkadi Tugarinow, die Expedition nach Jakutien durch Alexei Iwanow und Walentin Bianki sowie die parasitologischen Expeditionen durch Jewgeni Pawlowski.
1930 wurde das Zoologische Museum, an dem seit jeher auch wissenschaftliche Forschung betrieben wurde, als Zoologisches Institut Teil der Sowjetischen Akademie der Wissenschaften. Seit dieser Zeit wird nur die für Besucher zugängliche Schausammlung des zoologischen Institutes als Zoologisches Museum bezeichnet. Während des Deutsch-Sowjetischen Krieges und der Belagerung Leningrads von 1941 bis 1944 wurden die Bestände im Gegensatz zu den Beständen der Eremitage nicht in andere Städte evakuiert, sondern in die Kellerräume verlagert. Die Exponate der Schausammlung verblieben in den Ausstellungsräumen. Trotz mehrfachen Beschusses und fehlender Beheizung wurde das Gebäude und seine Sammlungen in dieser Zeit nur leicht beschädigt. Im Jahr 1945 wurde das Zoologische Museum wieder eröffnet.

### Direktoren des Museums
- Johann Friedrich von Brandt (1831–1879)
- Alexander Alexandrowitsch Strauch (1879–1893)
- Theodor Pleske (1893–1896)
- Wladimir Wladimirowitsch Salenski (1897–1906)
- Nikolai Wiktorowitsch Nassonow (1906–1921)
- Alexei Andrejewitsch Bjalynizki-Birulja (1927–1929, seit 1923 in Vertretung)
- Wsewolod Borissowitsch Dubinin (1947–1954)
- Alexander Iwanowitsch Iwanow (1954–1961)
- Donat Wladimirowitsch Naumow (1961–1984)
- Roald Leonidowitsch Potapow (1985–2006)
- Alexei Nikolajewitsch Tichonow (seit 2007)

## Ausstellung

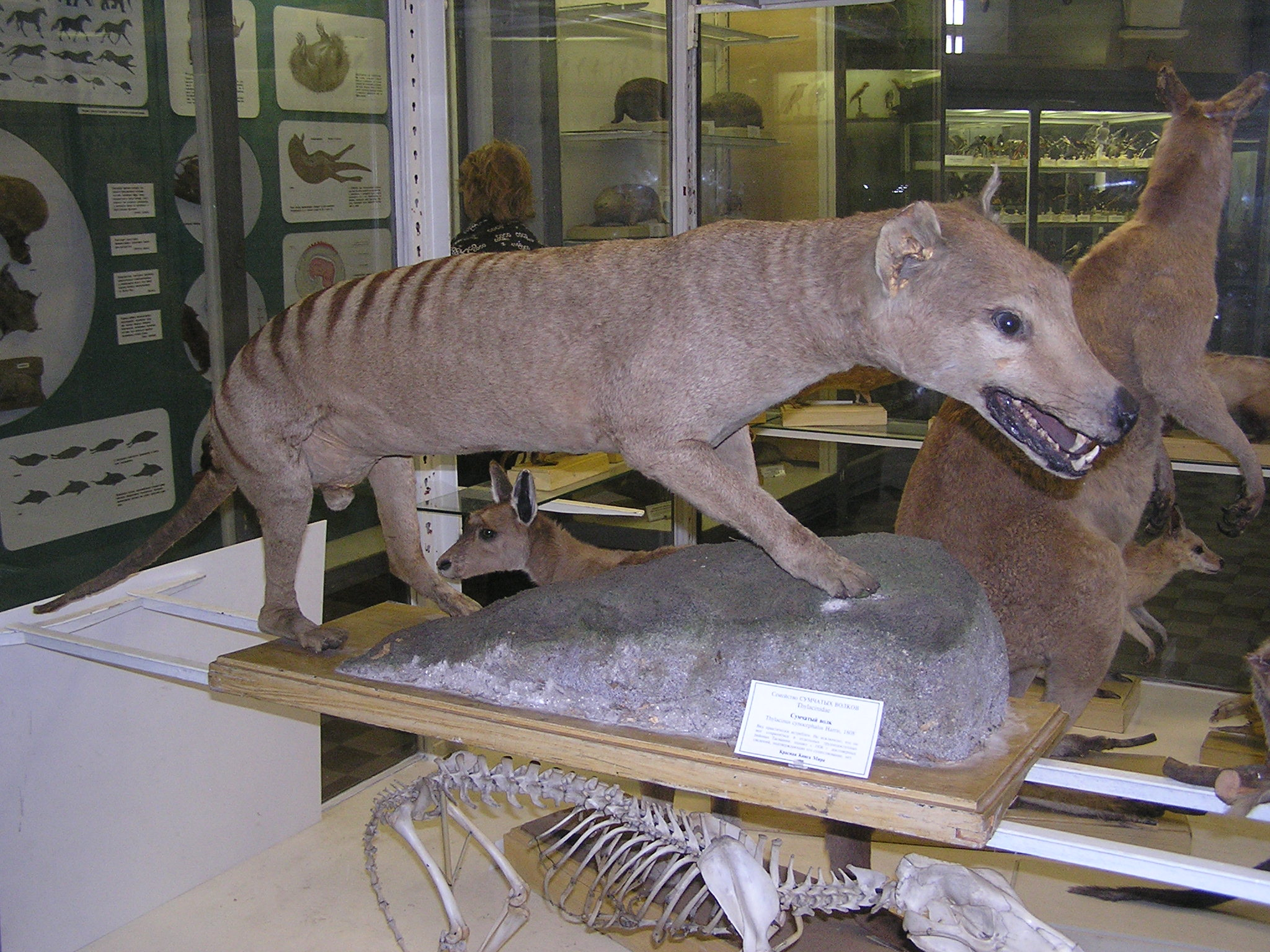
Ausgestopfter Beutelwolf (Thylacinus cynocephalus) im dritten Saal des Museums

Die Schauausstellung des Zoologischen Museums umfasst momentan mehr als 30.000 Exponate und gehört somit zu den drei größten zoologischen Museumsausstellungen weltweit. Der Großteil der ausgestellten Wirbeltiere sind ausgestopft. Das Museum verfügt hierfür über eine eigene Werkstatt für Taxidermie.
Das Museum ist in drei Ausstellungssäle untergliedert.
Im ersten Ausstellungssaal befinden sich die unter Peter dem Großen gesammelten ehemaligen Exponate der Kunstkammer aus dem 18. und 19. Jahrhundert. Neben zwei ausgestopften Hunden und einem Pferd (Linsetta) Peters des Großen, sowie ausgestopften Walrossen und Robben umfasst dieser Sammlungsteil das vollständige 27 Meter lange Skelett eines Blauwals, welcher 1827 auf einer Sandbank nahe dem belgischen Ostende strandete und 1856 an das Museum geschenkt wurde.
Auf der Galerie des ersten Ausstellungssaales befindet sich die 6500 Arten umfassende Insektenausstellung.
Die langgestreckten Säle zwei und drei des Museums liegen linksseitig des ersten Ausstellungssaales. In ihnen sind die Exponate systematisch angeordnet. Ein Großteil der präparierten Tiere sind hier in Dioramen in ihrem natürlichen Biotop zu sehen. Der zweite Saal beherbergt die Fischsammlung mit 650 ausgestellten Arten.
Im dritten Saal befindet sich der Großteil der 704 Arten und 1493 Exponate umfassenden Säugetierausstellung. Teil dieser Ausstellung sind einige seltene Exponate von ausgestorbenen Arten, wie dem Beutelwolf und der Stellers Seekuh. Besonders bekannt ist das Museum für die teilweise sehr gut erhaltenen Wollhaarmammut-Exponate (Adams-Mammut, Dima, Berjosowka-Mammut).